# Maria Rauch-Kallat
Maria Rauch-Kallat (Währing, 31 janvier 1949) est une femme politique autrichienne. 